# Gottlob Wilhelm Burmann

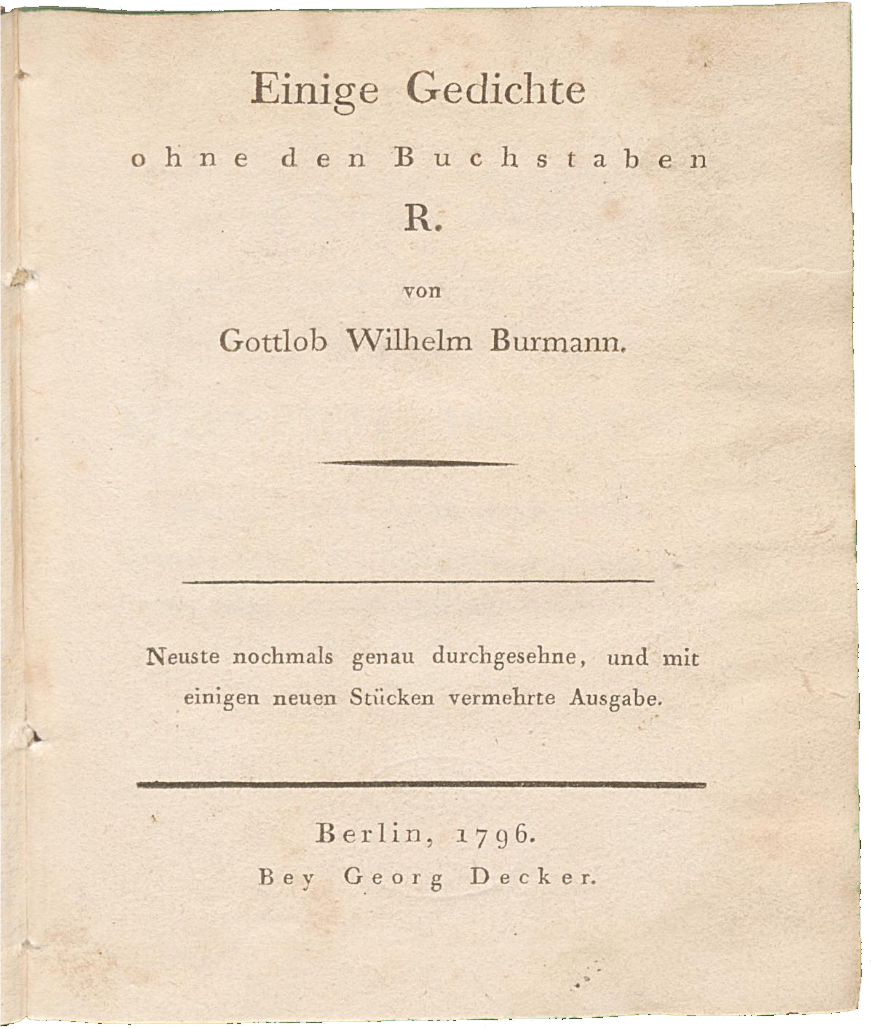
Gedichte ohne den Buchstaben R., Berlin, 1796.

Gottlob Wilhelm Burmann (eigentlich: Gottlob Wilhelm Bormann; * 18. Mai 1737 in Lauban; † 5. Januar 1805 in Berlin) war ein deutscher Dichter und Journalist.

## Leben
Gottlob Wilhelm Burmann war der Sohn eines Schul- und Rechenmeisters, der in Lauban in der Oberlausitz Unterricht erteilte. Später zog die Familie wieder in ihre Heimat nach Schlesien, wo Bormann die Schule in Löwenberg und die Lateinschule in Hirschberg besuchte, wo er auch seinen Namen von Bormann in Burmann änderte, nachdem ihn der Rektor als fleißigen Lateiner unter Anspielung auf die bekannten niederländischen Philologen Pieter Burman den Älteren und Pieter Burman den Jüngeren stets Burmann genannt hatte.
Er studierte ab 1758 Jura an der Viadrina in Frankfurt an der Oder und ging danach zuerst in seine Heimat und dann nach Berlin, wo er durch Unterricht, auch Musikunterricht, Schriftstellerei und Gelegenheitsgedichte seinen Lebensunterhalt verdiente. Einige Jahre lang war er auch Redakteur der Spenerschen Zeitung.
Er galt als Sonderling und begabter Improvisateur, sowohl auf poetischem als auch musikalischem Gebiet, wo man ihm nachsagte, bei seinen Improvisationen den Stil der großen Komponisten wie Händel, Bach, Gluck, Haydn usw. täuschend imitieren zu können. Vom Stegreiflyriker wird berichtet, dass er ganze Unterhaltungen in Reimen bestreiten konnte. Einmal soll er bei einem Gesellschaftsspiel, bei dem man reihum einen Stegreifreim zu produzieren hatte, auf die frechen Verse seines Vormanns: „Reime weiter / Bärenhäuter“ geantwortet haben: „Für dich hat meine Muse keine Flügel / Du Schweinigel!“

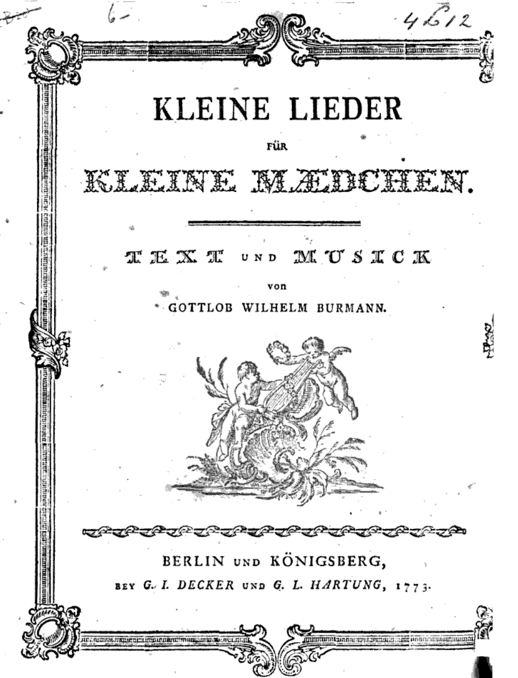
Titelseite Kleine Lieder für kleine Mädchen (1772).

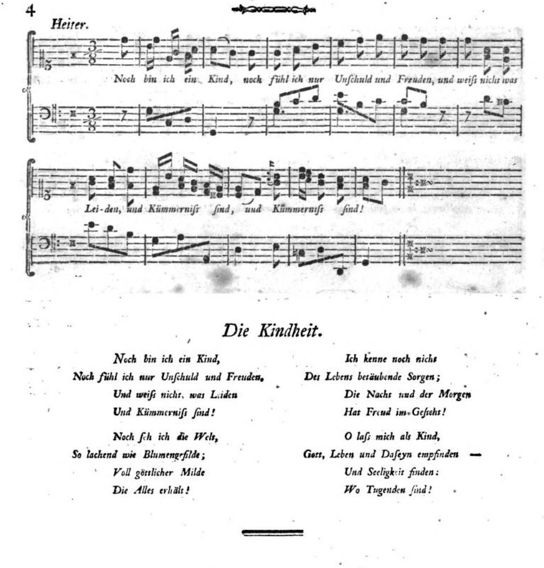
Lied "Die Kindheit", in: Kleine Lieder für kleine Mädchen (1772), Seite 4.

In den 1760er und 1770er Jahren war er als Liederdichter, Verfasser von Fabeln und Sinngedichten etc. relativ erfolgreich und bekannt. Dann schwand aber der Ruhm und seine wirtschaftlichen Verhältnisse wurden prekär.
Eine der über ihn erzählten Anekdoten berichtet, dass ihn eine langdauernde Dichterfeindschaft mit Anna Louisa Karsch, der Karschin, verband. Als diese von seiner Armut hörte, überwand sich die edle Seele, ihrem Feind verdeckt Mittel zu dessen Unterhalt zukommen zu lassen. Als Burmann dennoch erfuhr, woher das Geld stammte, gab er es keineswegs zurück, sondern behielt es und sagte: „Käme es von einem Freunde, oder überhaupt von jemandem, den ich hochschätze, keineswegs würde ichs annehmen; aber so ists von meiner Feindin, und da will ich mirs, ihr zum Possen, recht behagen lassen.“ Er bezahlte seine Schulden, kleidete sich neu ein und vernaschte den Rest des Geldes bei einem Konditor.
Überhaupt scheint die Verbindung von seltsamem Stolz und exzessiver Freigebigkeit viel dazu beigetragen zu haben, dass man ihn für schrullig hielt. Beispielsweise hinterbrachte man ihm, dass seine Aufwärterin ihm das Holz stehle. Eine Anzeige lehnte er ab, da er meinte, dass wenn die Frau es nicht nötig brauche, zum Beispiel, um den Ofen für ihre Kinder zu heizen, sie ja wohl kaum stehle. Als man ihm nahelegte, sie dann doch wenigstens zu entlassen, sagte er heftig: „Das werde ich bleiben lassen – wo soll sie das Holz hernehmen, wenn ich sie fortjage?“
Ein anderer Anlass, ihn für einen Exzentriker zu halten, wären seine 1788 erschienenen Gedichte ohne den Buchstaben R, wenn man das Verfassen von Leipogrammen als hinreichend für den Status einen Sonderlings hält. Aber immerhin gibt es auch von Barthold Heinrich Brockes ein Gedicht, in dem 70 aufeinanderfolgende Verse kein „R“ enthalten. Burmann selbst bezeichnete diese Verse als Tändelei, ein Experiment, um zu sehen, ob durch Elimination des „R“ die deutsche Sprache weicher zu machen sei.
Infolge eines Schlaganfalls war er nicht mehr in der Lage zu schreiben und lebte die letzten zehn Jahre seines Lebens in größter Armut und Elend bei einem Reiterunterleutnant. Seinen bevorstehenden Tod kündigte er durch ein kleines Gedicht in der Zeitung an, das am 5. Januar erschien. Als einige alte Bekannte, aus deren Gesichtskreis er verschwunden war, und die ihn für längst tot gehalten hatten, zu ihm eilten, fanden sie ihn am selben Morgen verschieden.

## Rezeption
Sein Werk ist heute völlig vergessen, mit einer Ausnahme. Eine Zeile aus Kleine Lieder für kleine Jünglinge, einer Sammlung moralisierender Kindergedichte von 1773 ist zum Geflügelten Wort geworden, nämlich:
Arbeit macht das Leben süß,

macht es nie zur Last,

der nur hat Bekümmernis,

der die Arbeit haßt.

## Werke
- Etliche Gedichte. Reimers, Hirschberg 1764.
- Die Spatziergaenge bey Frankfvrt An Der Oder. Winter, Frankfurt an der Oder 1764. (Digitalisat)
- Briefe und Oden auf den Tod eines Kanarienvogels. 1764.[9]
- Verschiedene neue Lieder mit Melodien für das Clavier. Vogel, Berlin 1766.
- Fabeln und Erzählungen in drey Büchern. 1768. (Digitalisat)
- Fabeln und Erzählungen in 4 Büchern. Vieweg, Berlin 1873. (Digitalisat)
- Kleine Lieder für kleine Mädchen. Decker & Hartung, Berlin/Königsberg 1773. (Digitalisat)
- Etwas. Nebst einem Anhange. Haude & Spener, Berlin 1773. (Digitalisat)
- Kleine Lieder für kleine Jünglinge. Decker & Hartung, Berlin/Königsberg 1777. (Digitalisat)
- Lieder in Drey Büchern. Decker, Berlin 1774. (Digitalisat)
- Poetischer Mißwachs für den 1. Januar 1774. Decker, Berlin 1774. (Digitalisat) Dasselbe für die Jahre 1775 und 1776.
- Monathliche Clavier-Unterhaltungen. Berlin 1779. (Digitalisat)
- Geschenk für die Herzen der Kinder. Decker, Berlin/Leipzig 1780. (Digitalisat)
- Auswahl einiger vermischter Gedichte. Decker, Berlin/Leipzig 1783. (Digitalisat)
- Huldigungslieder zum festlichen 2. October zu singen. Decker, Berlin 1786. (Digitalisat)
- Liederbuch für das Jahr 1787. Freunden und Freundinnen des Klaviers und Gesanges zum Neujahrsgeschenk. Bourdeaux, Berlin 1787.
- Gedichte ohne den Buchstaben R. Kunze, Berlin 1788. (Digitalisat)
- Badinagen oder der Beweis der Flexibilität der deutschen Sprache. 2 Bände. Berlin 1794.[10] (Digitalisat der Fortsetzung)
- Winterüberlistungen und Frühlingsüberlistungen oder neueste Lieder der besten Dichter zum Singen und fürs Clavier in Musik gesetzt. 1794.[11]